# Steeve Blanc-Mappaz

a Compétitions nationales et continentales officielles uniquement.

Dernière mise à jour le 27 juin 2024.
Steeve Blanc-Mappaz, né le 12 juillet 1990 à Albertville (Savoie), est un joueur français de rugby à XV évoluant au poste de troisième ligne aile.

## Biographie

### Jeunesse et formation
Steeve Blanc-Mappaz naît à Albertville. Il grandit à Aiton dans le département de la Savoie. Il commence le rugby à l'US Montmélian, avant de rejoindre le Stade olympique Ugine Albertville, puis de jouer pour le SO Chambéry.

### Carrière professionnelle
Entre 2009 et 2017, il joue avec l'équipe senior de Chambéry en Fédérale 2, puis en Fédérale 1. Avec le club savoyard, il remporte le titre de champion de France de Fédérale 2 en 2013. En 2016, il soulève avec son club le Trophée Jean Prat, après avoir battu Valence d'Agen en finale. L'année suivante, il s'incline en finale d'accession à la Pro D2 contre l'Nevers.
Il s'engage au RC Vannes pour la saison 2017-2018 en Pro D2.
Après une saison en Bretagne, il s'engage pour deux saisons au FC Grenoble pour la saison 2018-2019 en Top 14. Après avoir connu une relégation en Pro D2 au terme de sa première saison, il prolonge son contrat pour deux saisons supplémentaires en décembre 2019. À partir de janvier 2021, il devient le capitaine du club isérois. Au mois de mai de la même année, il se réengage avec le FCG jusqu'en 2024.
Durant la saison 2022-2023, son club termine à la deuxième place de la phase régulière du championnat et se qualifie jusqu'en finale où il affronte Oyonnax. Pour ce match, Steeve Blanc-Mappaz est titulaire et joue toute la rencontre mais le FC Grenoble s'incline sur le score de 14 à 3.
En 2023-2024, il est de nouveau finaliste de Pro D2 et affronte cette fois le RC Vannes.
Pour cette finale, comme l'année précédente, les Grenoblois sont battus aux portes du Top 14, sur le score de 16 à 9. En barrage pour la montée en première division, le FC Grenoble fait face au Montpellier HR.
Cependant, pour la deuxième année consécutive, son club rate la montée lors du barrage défait à trois minutes de la fin 18-20. Il s'agit alors de son dernier match avec son club du FCG. Cette saison aura également été marquée par un record pour Blanc-Mappaz avec plus de 2600 minutes jouées en 34 matchs.
Non-conservé au FCG, il s'engage avec le Lyon OU pour la saison 2024-2025 de Top 14.

## Palmarès
- Vainqueur du Championnat de France de Fédérale 2 en 2013 avec le SO Chambéry.
- Vainqueur du Trophée Jean Prat en 2016 avec le SO Chambéry.

- Finaliste du Barrage d'accession au Top 14 en 2019, 2023 et 2024 avec le FC Grenoble.
- Finaliste du Championnat de France de Pro D2 en 2023 et 2024 avec le FC Grenoble.